# Dixonotus vansomereni
Dixonotus vansomereni is een insect uit de familie van de vlinderhaften (Ascalaphidae), die tot de orde netvleugeligen (Neuroptera) behoort. 
Dixonotus vansomereni is voor het eerst wetenschappelijk beschreven door Kimmins in 1950.